# Skommita
Skommita är en bebyggelse strax norr om Kil i Kils kommun. Bebyggelsen klassades som småort från 2020 till 2023 för att därefter klassas som en del av tätorten Kil.